# Trygve Bratteli
Trygve Bratteli (Nøtterøy, 11 januari 1910 - Oslo, 20 november 1984) was een Noors politicus voor de Arbeiderspartij van Noorwegen. Hij was in 1971 en 1972 en van 1973 tot 1976 eerste minister van Noorwegen.
Na zijn lagere school was Bratteli deeltijds werkloos en deeltijds werkzaam op zee, waar hij van 1926 tot 1927 deelnam aan de walvisvangst. In 1934 werd Bratteli redacteur van de Folkets Frihet in Kirkenes. In 1940 werd hij secretaris van de Arbeiderspartij van Noorwegen. Tussen 1940 en 1942 werkte hij als timmerman in Kristiansund. Bratteli was een actief verzetsstrijder en werd in 1942 gearresteerd door de Duitsers. Hij werd opgesloten in diverse concentratiekampen, onder meer in Sachsenhausen en Natzweiler.
Na de Tweede Wereldoorlog was Bratteli voorzitter van de verdedigingscommissie die in 1946 was opgericht. In 1950 werd hij lid van het Storting, het Noorse parlement en bleef dat tot 1981. Van november 1951 tot januari 1955 was hij minister van Financiën, en opnieuw van december 1956 tot april 1960. Hij was verder ook minister van Verkeer tot januari 1964. Van 1964 tot 1971 was hij voorzitter van de parlementsfractie van de AP, opnieuw van 1972 tot 1973 en ook nog van 1976 tot 1981.
In 1971 werd hij eerste minister van een minderheidsregering, maar moest in de herfst van 1972 aftreden, toen een meerderheid in een niet-bindend referendum de toetreding van Noorwegen tot de EU afkeurde. Van 1973 tot 1976 was hij opnieuw eerste minister.

## Literatuur

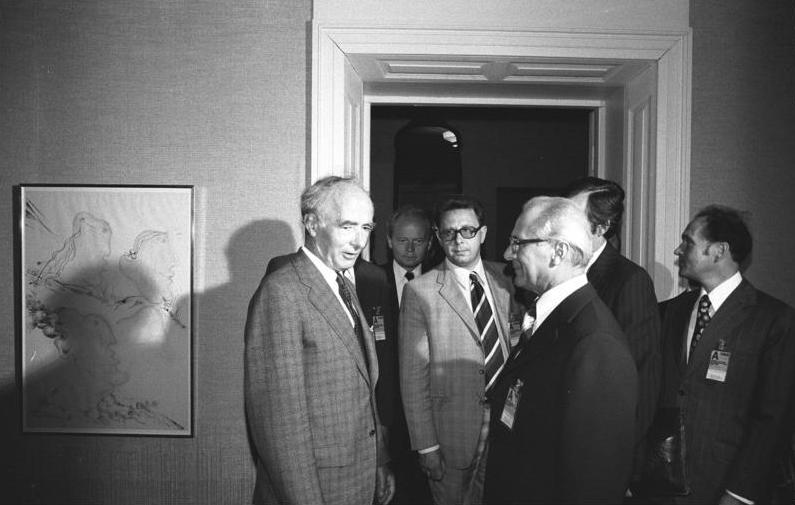
Ontmoeting van Erich Honecker (rechts) met Trygve Bratteli (links) (1975)